# قصر القصيبة (المغرب)
قصرالقصيبة، تابعة لجماعة فركلة السفلى، إحدى القرى المغربية، المجاورة لمدينة تنجداد بإقليم الرشيدية.

## الإطارالجغرافيلقصر القصيبة

### الموقع
قصرالقصيبة ينتمي جغراقيا جهة درعة تافيلالت إحدى الجهات الإدارية في التقسيم الجهوي الجديد للمملكة المغربية منذ 2015 
تتمتع الجهة التي ينتمي اليها قصر القصيبة بموقع جغرافي حدودي مهم على الضفة الشرقية للمغرب، تتمتع الجهة بمناخ صحراوي شبه قاحل، تعتبر الجهة من المناطق الزراعية التي تلائم مناخها القاسي، الجهة رائدة في إنتاج التمور والسياحة السنمائية والسياحة الطبية الطبيعية، تحدها خمس جهات مع شريط طويل من الحدود المغربية الجزائرية.
قصر القصيبة ينتمي اداريا إلى إقليم الراشيدية، وتابع للجماعة القروية فركلة السفلى يمتد على مساحة2كلم مربع يحدهمن جهة الشمال قصر دار أميرة وجنوبا قصر قطع الواد أما من ناحية الشرق فصر تزكاغين وغربا قصر ايت بن عمر.أما بالنسبة لخطوط المواصلات قيبعد 2 كلم عن الطريق الوطنية رقم 10 الرابطة بين الراشيدية وتنغير مما يجعله منقتحا على االإقليم.

### الموضع
يقصد بالموضع المكان المحدد والمرتبط بالطبوغرافية المحلية التي وضع فوقها القصر عند النشأة، وغالبا فالموضع الاصلي تكون له قيمة تاريخية، فدراسة خريطة تنجداد الطبوغرافية تبين أن قصر القصيبة يتموضع فوق منطقة سهلية منبسطة تساعد السكان على التنقل وممارسة النشاط الفلاحي الدي يزواله معظم الساكنة إذ تحيط به مجموعة من الواحات التي تعتمد على السقي بالتناوب اعتمادات على الابار والمياه الجوفية التي تراكمة في باطن الأرض عبر السنين.إذ يمتد السكن على شكل طولي من الغرب في اتجاه الشرق بسبب وجود الواحة جنوبا...

### التطورالديمغرافيللسكان
إن سكان القصر قدموا إلى المنطقة عبر هجرات متتالية وهم أسرة واحدة ينتمون إلى النسب الشريف (الشرفاء الأدارسة) الملقبين بالمرابطين، قهم محل تقدير واحترام لنسبهم الشريف كما هو الشأن لعائلة سيدي الشيخ بقصر الزاوية فبدوره قصر القصيبة هو تفرع وامتداد لقصر الزاوية. إذ كانت معظم القرى المغربية تعرف تحولات اجتماعية وتطورا ديموغراقيا، فقصر لقصيبة بدوره عاش على نفس التحول حيث يعرف نموا ديموغرافيا مضطردا إذ وصل عدد سكانه حاليا حوالي 3000 نسمة لكن السكان هجرو القصر فأغلبهم في فرنسا وهناك من اتخد تنجداد ملاذا جديدا